# Carrera del encierro de Tudela
La Carrera del Encierro de Tudela es una competición atlética celebrada anualmente en la capital de la Ribera de Navarra desde el año 2012.

## Relevancia
Es una de las "Carrera del Encierro" más importante de Navarra junto con la Carrera del encierro de Pamplona.

## Características
Esta prueba atlética se compone de dos carreras: La competición de adultos y la competición de menores de 12 años.

### Recorrido
El recorrido tiene una distancia de 890 metros (300 metros en menores) de recorrido vallado que separan los corrales de la calle Frauca de la plaza de toros de Tudela.

### Inscripción
El competir en esta prueba es gratis, pero requiere inscripción previa.

### Participación
La competición acoge a entorno un millar de personas aproximadamente, entre adultos y menores.

### Organizador
La carrera es organizada por Diario de Navarra, y cuenta con la colaboración del Ayuntamiento de Tudela, la Peña La Teba, el Club Ribera Atlético, la Orden del Volatín, el Centro Deportivo Municipal Clara Campoamor y otras empresas, medios de comunicación y organismos de la Ribera de Navarra.